# 요시노촌 (오카야마현 조토군)
요시노촌(芳野村)은 오카야마현 조토군에 있던 촌이다. 현재의 오카야마시 히가시구의 일부에 해당한다.

## 역사
- 1889년 6월 1일 - 정촌제 시행에 의해 조토군 요시노촌이 발족하였다.
- 1940년 12월 1일 - 사이다이지정에 편입해 폐지되었다.

## 참고문헌
- 角川日本地名大辞典 33 岡山県
- 『市町村名変遷辞典』東京堂出版、1990年。